# William David Knowles
Pour les articles homonymes, voir William Knowles et Knowles.
William David Knowles (16 février 1908-23 novembre 2000) est un enseignant et homme politique canadien de l'Ontario. Il est député fédéral progressiste-conservateur de la circonscription ontarienne de Norfolk—Haldimand de 1968 à 1979. 

## Biographie
Né à Langton (en) en Ontario, Knowles devient et travaille comme enseignant.
Élu en 1968 et réélu en 1972 et 1974, il ne se représente pas en 1979.
Son frère, John Evans Knowles, est député fédéral de Norfolk de 1957 à 1962.